# Lekkoatletyka na Letnich Igrzyskach Olimpijskich 1992 – bieg na 800 m mężczyzn
Bieg na 800 metrów mężczyzn podczas XXV Letnich Igrzysk Olimpijskich w Barcelonie rozegrano 1 (eliminacje), 2 (półfinały) i 5 sierpnia 1992 (finał) na Estadi Olímpic de Montjuïc. Zwycięzcą został reprezentant Kenii William Tanui.

## Rekordy

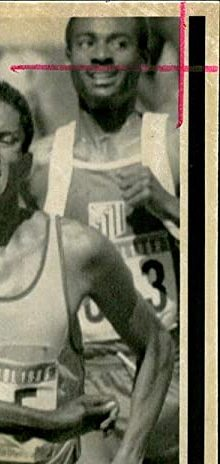
Johnny Gray

|                   | Zawodnik      | Narodowość      | Czas    | Data                 | Miejsce     |
| ----------------- | ------------- | --------------- | ------- | -------------------- | ----------- |
| Rekord świata     | Sebastian Coe | Wielka Brytania | 1:41,73 | 10 czerwca 1981(dts) | Florencja   |
| Rekord olimpijski | Joaquim Cruz  | Brazylia        | 1:43,00 | 6 sierpnia 1984(dts) | Los Angeles |

## Wyniki
| Poz. - pozycja |
| – rekord świata \| – rekord krajowy \| – rekord życiowy \| = – wyrównany rekord życiowy \| · – najlepszy wynik w sezonie \| = – wyrównany najlepszy wynik w sezonie \| – rekord olimpijski |
| Fn – falstart \| DNF – nie ukończył \| DNS – nie wystartował \| DSQ – zdyskwalifikowany |

### Eliminacje
Rozegrano osiem biegów eliminacyjnych. Do półfinałów awansowało po dwóch najlepszych zawodników z każdego biegu (Q) oraz ośmiu z najlepszymi czasami spośród pozostałych (q).

#### Bieg 1
| Poz. | Zawodnik                 | Narodowość                   | Rezultat | Uwagi |
| ---- | ------------------------ | ---------------------------- | -------- | ----- |
| 1    | Piotr Piekarski          | Polska                       | 1:48,51  | Q     |
| 2    | Mark Everett             | Stany Zjednoczone            | 1:48,65  | Q     |
| 3    | Lee Jin-il               | Korea Południowa             | 1:48,68  |       |
| 4    | Mahjoub Haïda            | Maroko                       | 1:48,72  |       |
| 5    | Jörg Haas                | Niemcy                       | 1:50,42  |       |
| 6    | Symphorien Samba         | Kongo                        | 1:51,75  |       |
| 7    | Mohamed Salem Al-Tunaiji | Zjednoczone Emiraty Arabskie | 1:53,91  |       |
| 8    | Ilunga Kafila            | Zair                         | 1:57,73  |       |

#### Bieg 2
| Poz. | Zawodnik           | Narodowość                | Rezultat | Uwagi |
| ---- | ------------------ | ------------------------- | -------- | ----- |
| 1    | Tom McKean         | Wielka Brytania           | 1:47,85  | Q     |
| 2    | Atle Douglas       | Norwegia                  | 1:48,08  | Q     |
| 3    | Freddie Williams   | Kanada                    | 1:48,20  |       |
| 4    | Frédéric Cornette  | Francja                   | 1:48,22  |       |
| 5    | Eversley Linley    | Saint Vincent i Grenadyny | 1:52,41  |       |
| 6    | Chérif Baba Aidara | Mauretania                | 1:56,41  |       |
| 7    | Bassam Kawas       | Liban                     | 1:56,71  |       |
| 8    | Hussain Riyaz      | Malediwy                  | 2:00,93  |       |

#### Bieg 3
| Poz. | Zawodnik         | Narodowość        | Rezultat | Uwagi |
| ---- | ---------------- | ----------------- | -------- | ----- |
| 1    | Johnny Gray      | Stany Zjednoczone | 1:46,62  | Q     |
| 2    | Tomás de Teresa  | Hiszpania         | 1:46,78  | Q     |
| 3    | Babacar Niang    | Senegal           | 1:46,79  | q     |
| 4    | Tommy Asinga     | Surinam           | 1:47,23  | q     |
| 5    | Vebjørn Rodal    | Norwegia          | 1:48,00  | q     |
| 6    | Terap Adoum Yaya | Czad              | 1:54,43  |       |
| 7    | Baptiste Firiam  | Vanuatu           | 1:57,96  |       |

#### Bieg 4
| Poz. | Zawodnik         | Narodowość | Rezultat | Uwagi |
| ---- | ---------------- | ---------- | -------- | ----- |
| 1    | William Tanui    | Kenia      | 1:47,02  | Q     |
| 2    | Kennedy Osei     | Ghana      | 1:47,17  | Q     |
| 3    | Sipho Dlamini    | Suazi      | 1:48,70  |       |
| 4    | José Arconada    | Hiszpania  | 1:49,23  |       |
| 5    | Malal Sy Savané  | Gwinea     | 1:51,80  |       |
| –    | Idrissou Tamimou | Benin      | DSQ      |       |
| –    | Giuseppe D’Urso  | Włochy     | DNS      |       |

#### Bieg 5
| Poz. | Zawodnik             | Narodowość                   | Rezultat | Uwagi |
| ---- | -------------------- | ---------------------------- | -------- | ----- |
| 1    | Curtis Robb          | Wielka Brytania              | 1:46,16  | Q     |
| 2    | Clive Terrelonge     | Jamajka                      | 1:46,64  | Q     |
| 3    | Luis Javier González | Hiszpania                    | 1:46,65  | q     |
| 4    | Paul Ereng           | Kenia                        | 1:46,65  | q     |
| 5    | João N’Tyamba        | Angola                       | 1:48,54  |       |
| 6    | Zacharia Maidjida    | Republika Środkowoafrykańska | 1:50,41  |       |
| 7    | Emiliano Buale       | Gwinea Równikowa             | 1:58,95  |       |
| –    | Momodou Bello N’Jie  | Gambia                       | DNS      |       |

#### Bieg 6
| Poz. | Zawodnik                   | Narodowość | Rezultat | Uwagi |
| ---- | -------------------------- | ---------- | -------- | ----- |
| 1    | Nixon Kiprotich            | Kenia      | 1:47,45  | Q     |
| 2    | Andrea Benvenuti           | Włochy     | 1:47,58  | Q     |
| 3    | Mbiganyi Thee              | Botswana   | 1:48,04  | q     |
| 4    | Robin van Helden           | Holandia   | 1:48,05  | q     |
| 5    | Dale Jones                 | Angola     | 1:50,43  |       |
| 6    | Melford Homela)            | Zimbabwe   | 1:50,50  |       |
| 7    | Abdullah Mohamed Al-Anbari | Oman       | 1:50,72  |       |
| 8    | Khambieng Khamiar          | Laos       | 2:02,45  |       |

#### Bieg 7
| Poz. | Zawodnik               | Narodowość                       | Rezultat | Uwagi |
| ---- | ---------------------- | -------------------------------- | -------- | ----- |
| 1    | José Luíz Barbosa      | Brazylia                         | 1:46,16  | Q     |
| 2    | Réda Abdenouz          | Algieria                         | 1:46,82  | Q     |
| 3    | Ismail Mohamed Youssef | Katar                            | 1:49,32  |       |
| 4    | Slobodan Popović       | Niezależni uczestnicy olimpijscy | 1:49,69  |       |
| 5    | António Abrantes       | Portugalia                       | 1:50,89  |       |
| 6    | Desmond Hector         | Gujana                           | 1:51,43  |       |
| –    | John Palacio           | Belize                           | DSQ      |       |

#### Bieg 8
| Poz. | Zawodnik             | Narodowość        | Rezultat | Uwagi |
| ---- | -------------------- | ----------------- | -------- | ----- |
| 1    | Steve Heard          | Wielka Brytania   | 1:46,42  | Q     |
| 2    | Marko Koers          | Holandia          | 1:46,88  | Q     |
| 3    | Anatolij Makariewicz | WNP               | 1:47,30  | q     |
| 4    | José Parrilla        | Stany Zjednoczone | 1:48,17  |       |
| 5    | Prince Amara         | Sierra Leone      | 1:51,76  |       |
| 6    | Stevon Roberts       | Barbados          | 1:52,30  |       |
| 7    | Anwar Mohamed        | Jemen             | 1:52,71  |       |
| 8    | Francis Munthali     | Malawi            | 1:56,69  |       |

### Półfinały
Rozegrano trzy biegi półfinałowe. Do finału awansowało po dwóch najlepszych zawodników z każdego biegu oraz dwóch z najlepszymi czasami spośród pozostałych.

#### Bieg 1
| Poz. | Zawodnik             | Narodowość        | Rezultat | Uwagi |
| ---- | -------------------- | ----------------- | -------- | ----- |
| 1    | Johnny Gray          | Stany Zjednoczone | 1:45,66  | Q     |
| 2    | Andrea Benvenuti     | Włochy            | 1:45,90  | Q     |
| 3    | Nixon Kiprotich      | Kenia             | 1:46,02  | q     |
| 4    | Tomás de Teresa      | Hiszpania         | 1:46,08  |       |
| 5    | Mbiganyi Thee        | Botswana          | 1:46,13  |       |
| 6    | Steve Heard          | Wielka Brytania   | 1:46,19  |       |
| 7    | Anatolij Makariewicz | WNP               | 1:46,69  |       |
| 8    | Tommy Asinga         | Surinam           | 1:46,78  |       |

#### Bieg 2
| Poz. | Zawodnik             | Narodowość      | Rezultat | Uwagi |
| ---- | -------------------- | --------------- | -------- | ----- |
| 1    | Curtis Robb          | Wielka Brytania | 1:45,25  | Q     |
| 2    | José Luíz Barbosa    | Brazylia        | 1:46,32  | Q     |
| 3    | Réda Abdenouz        | Algieria        | 1:46,06  | q     |
| 4    | Kennedy Osei         | Ghana           | 1:46,20  |       |
| 5    | Robin van Helden     | Holandia        | 1:46,98  |       |
| 6    | Luis Javier González | Hiszpania       | 1:47,07  |       |
| 7    | Atle Douglas         | Norwegia        | 1:48,63  |       |
| 8    | Paul Ereng           | Kenia           | 1:49,90  |       |

#### Bieg 3
| Poz. | Zawodnik         | Narodowość        | Rezultat | Uwagi |
| ---- | ---------------- | ----------------- | -------- | ----- |
| 1    | William Tanui    | Kenia             | 1:46,59  | Q     |
| 2    | Mark Everett     | Stany Zjednoczone | 1:46,94  | Q     |
| 3    | Babacar Niang    | Senegal           | 1:46,95  |       |
| 4    | Tom McKean       | Wielka Brytania   | 1:48,77  |       |
| 5    | Vebjørn Rodal    | Norwegia          | 1:49,53  |       |
| 6    | Clive Terrelonge | Jamajka           | 1:51,03  |       |
| 7    | Marko Koers      | Holandia          | 1:52,23  |       |
| –    | Piotr Piekarski  | Polska            | DSQ      |       |

### Finał
| Poz. | Zawodnik          | Narodowość        | Rezultat |
| ---- | ----------------- | ----------------- | -------- |
| 1    | William Tanui     | Kenia             | 1:43,66  |
| 2    | Nixon Kiprotich   | Kenia             | 1:43,70  |
| 3    | Johnny Gray       | Stany Zjednoczone | 1:43,97  |
| 4    | José Luíz Barbosa | Brazylia          | 1:45,06  |
| 5    | Andrea Benvenuti  | Włochy            | 1:45,23  |
| 6    | Curtis Robb       | Wielka Brytania   | 1:45,57  |
| 7    | Réda Abdenouz     | Algieria          | 1:48,34  |
| –    | Mark Everett      | Stany Zjednoczone | DNF      |